# Pterocarya × rehderiana
Pterocarya × rehderiana C.K.Schneid. – gatunek drzewa z rodziny orzechowatych pochodzenia mieszańcowego – powstał w wyniku skrzyżowania skrzydłorzecha kaukaskiego z gatunkiem Pterocarya stenoptera. Uzyskany został ok. 1908 roku w Nowym Jorku.

## Morfologia

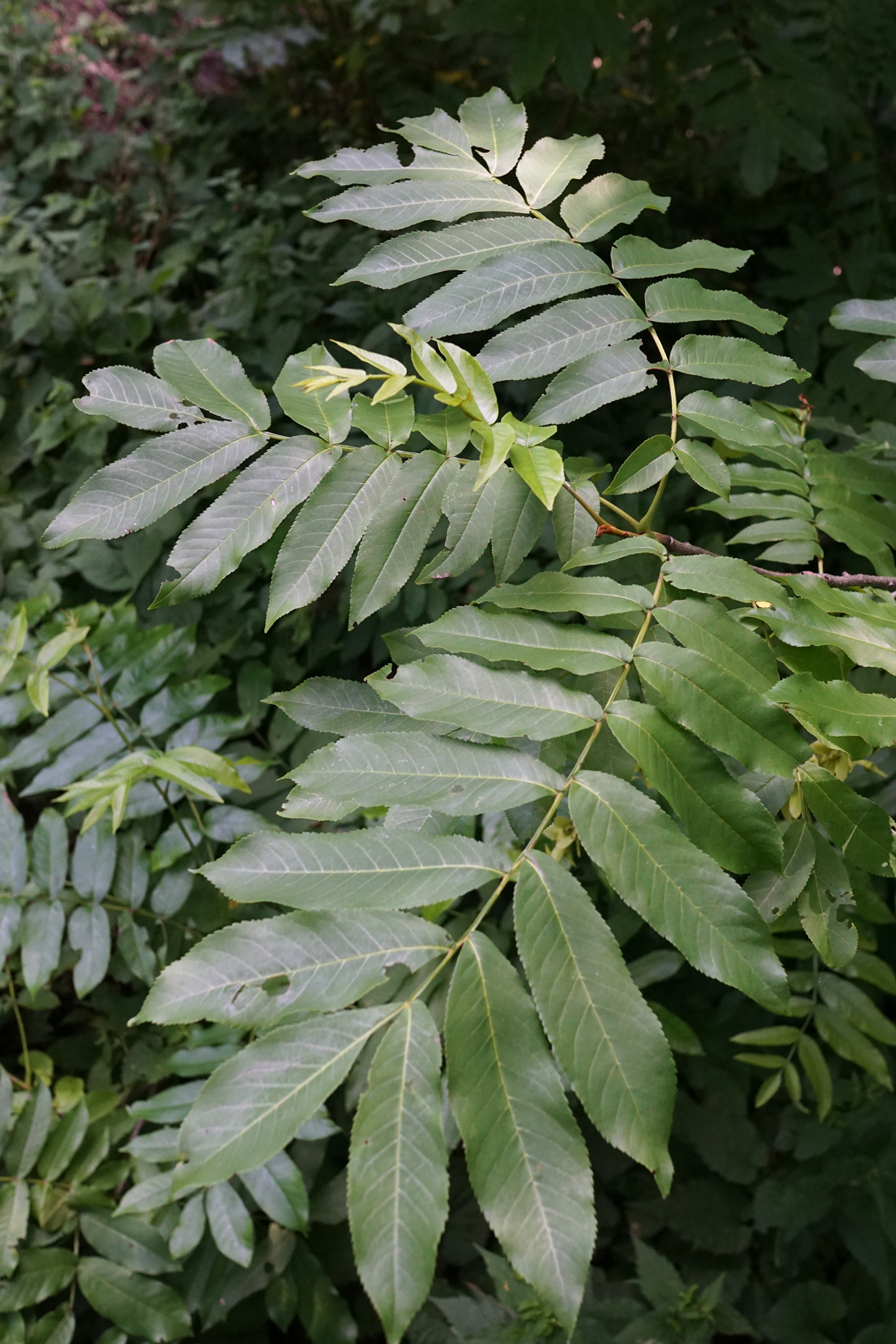
Liście

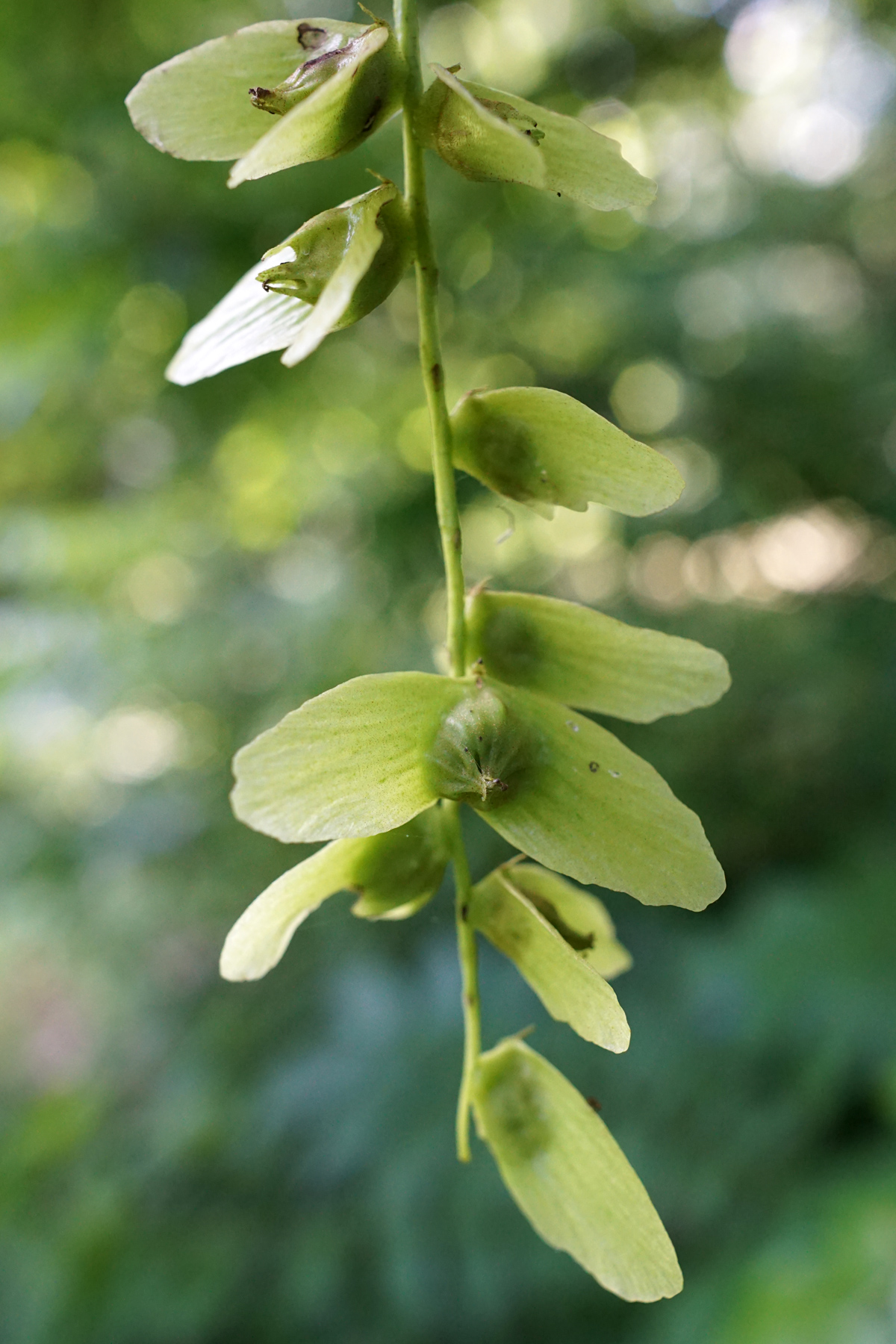
Owoce

PokrójSzybko rosnące drzewo dorastające do 30 m wysokości. Zwykle posiada krótki pień z szeroką koroną. Posiada liczne odrosty.
KoraKora ma szarą barwę. Jest relatywnie gładka, lekko spękana.
LiścieLiście nieparzystopierzaste. Listki są zaokrąglone i nieco oddalone od siebie (bardziej niż u skrzydłorzecha kaukaskiego). Są podobne do liści orzesznika jadalnego, lecz ogonek liściowy jest obustronnie i wąsko oskrzydlony  i pośrodku głęboko rowkowany.
KwiatyZebrane w kwiatostany kotkowate.
OwoceOrzeszki z dwoma szerokimi skrzydełkami.

## Biologia
Drzewo bardzo żywotne. Wykazuje się dużą odpornością. W dobrych warunkach roczne przyrosty sięgają 2 m, po 40 latach drzewo osiąga 40 m wysokości. Jest bardziej mrozoodporny niż gatunki botaniczne z tego rodzaju.